# Німруз
Німруз (пушту: نیمروز) — одна з тридцяти чотирьох провінцій Афганістану. Розташована на південному заході країни. Площа території становить 41 000 км², населення — близько 149 000 чоловік (на 2002 рік). Цей найменш населена область в Афганістані.
Межує з Іраном (на заході), Пакистаном (на півдні), а також з афганськими провінціями Фарах (на півночі) й Гільменд (на сході). 1 грудня 2021 року в провінції вздовж афгано-іранського кордону відбулися сутички на кордоні між Іраном та «Талібаном».

## Населення
Міське населення провінції становить близько 15 %, сільське — 85 %. Чоловіки становлять 51 % населення, жінки — 49 %. Основні етнічні групи: белуджі й пуштуни, проживають також таджики й узбеки. Белудзькою розмовляють 61 % населення, друга за поширенням мова — пушту, нею спілкуються близько 27 % населення провінції. Решта 12 % розмовляють дарі та узбецькою.

## Адміністративний поділ

Райони вілайяту Німруз

В адміністративному відношенні поділяється на 5 районів:
- Чахар Бурджак
- Чахансур
- Канг
- Хаш Род
- Зарандж

## Сусідні провінції
| Афганістан | Це незавершена стаття з географії Афганістану. Ви можете допомогти проєкту, виправивши або дописавши її. |